# Villaspeciosa
Villaspeciosa (en sard, Bidda Spetziosa) és un municipi italià, dins de la província de Sardenya del Sud. L'any 2007 tenia 2.193 habitants. Es troba a la regió de Campidano di Cagliari. Limita amb els municipis de Decimomannu, Decimoputzu, Siliqua i Uta.

## Administració
| Període | Identitat   | Partit        |
| ------- | ----------- | ------------- |
| 2006-   | Elio Mameli | Llista cívica |